# بنياد (كاكي)
بنياد (بالفارسية: بنیاد) هي قرية تقع في إيران في قسم كاكي الريفي. يقدر عدد سكانها بـ 819 نسمة بحسب إحصاء 2016.